# Айналикавак
Палац Айналикавак (тур. Aynalıkavak Kasrı) — колишній літній палацовий комплекс османських султанів, розташований на північному узбережжі бухти Золотий Ріг у стамбульському кварталі Хаскей району Бейоглу.
Вважається, що будівництво комплексу почалося за правління султана Ахмеда I (1603—1617), згодом він багаторазово перебудовувався та добудовувався.
Спочатку займав частину узбережжя бухти та лісистих пагорбів між кварталами Касімпаша (тур. Kasimpasa) і Хаскей та являв собою частину парку Терсане Хасбахче (тур. Tersane Hasbahce — «Сади верфі»), названого так на честь численних суднобудівних верфей, розташованих в цьому районі.
Нині колишня територія комплексу щільно забудована, а з декількох павільйонів залишився лише один, що знаходиться у віданні Департаменту національних палаців Туреччини.

## Історія
Вважається, що перша будівля завершена в 1613, за правління султана Ахмеда I. Саме він побудував тут вишуканий павільйон, оточений запашним садом, а також апартаменти для свого гарему та господарські споруди.
За султана Ібрагіма I (1640—1648) палац розширений та добудований.
При Мехмеді IV (1648—1687) в 1677 палац згорів і заново відбудований. Згодом додалися нові споруди, і палацовий комплекс отримав назву Терсане.
У XVIII столітті, в період розквіту палацу, він включав у себе апартаменти султана, гарем, покої головного євнуха та палацових викладачів, скарбницю та збройове сховище, молитовний зал, бараки палацової варти та кімнати прислуги. У комплекс палацу входили також численні паркові павільйони, купальні, басейни, мечеті та навіть акваріум.
У 1718 за султана Ахмеда III в новому павільйоні з'явилися подаровані венеційськими купцями дорогоцінні дзеркала надзвичайної висоти, якими прикрасили різні зали та кімнати палацу Терсане. Через це за палацом закріпилася й інша назва — Айнали Кавак Сарай (тур. Aynalı kavak saray), що перекладається як Палац дзеркальних тополь.
Архітектурний стиль і оздоблення павільйону зробили його рідкісним і видатним зразком класичної османської архітектури.
У кінці XVIII століття, під час правління султана Абдул-Гаміда I, палац, який перебував у напівзруйнованому стані, був відновлений великим візиром Коджа Юсуф-пашею. Останнім правителем, що проводив тут час, став Селім III, який в ньому складав свою музику. Однак при ньому більшість палацових павільйонів було знесено для розширення і осучаснення верфей.
Наприкінці XIX століття палац використовувався переважно для прийому іноземних делегацій.

## Галерея

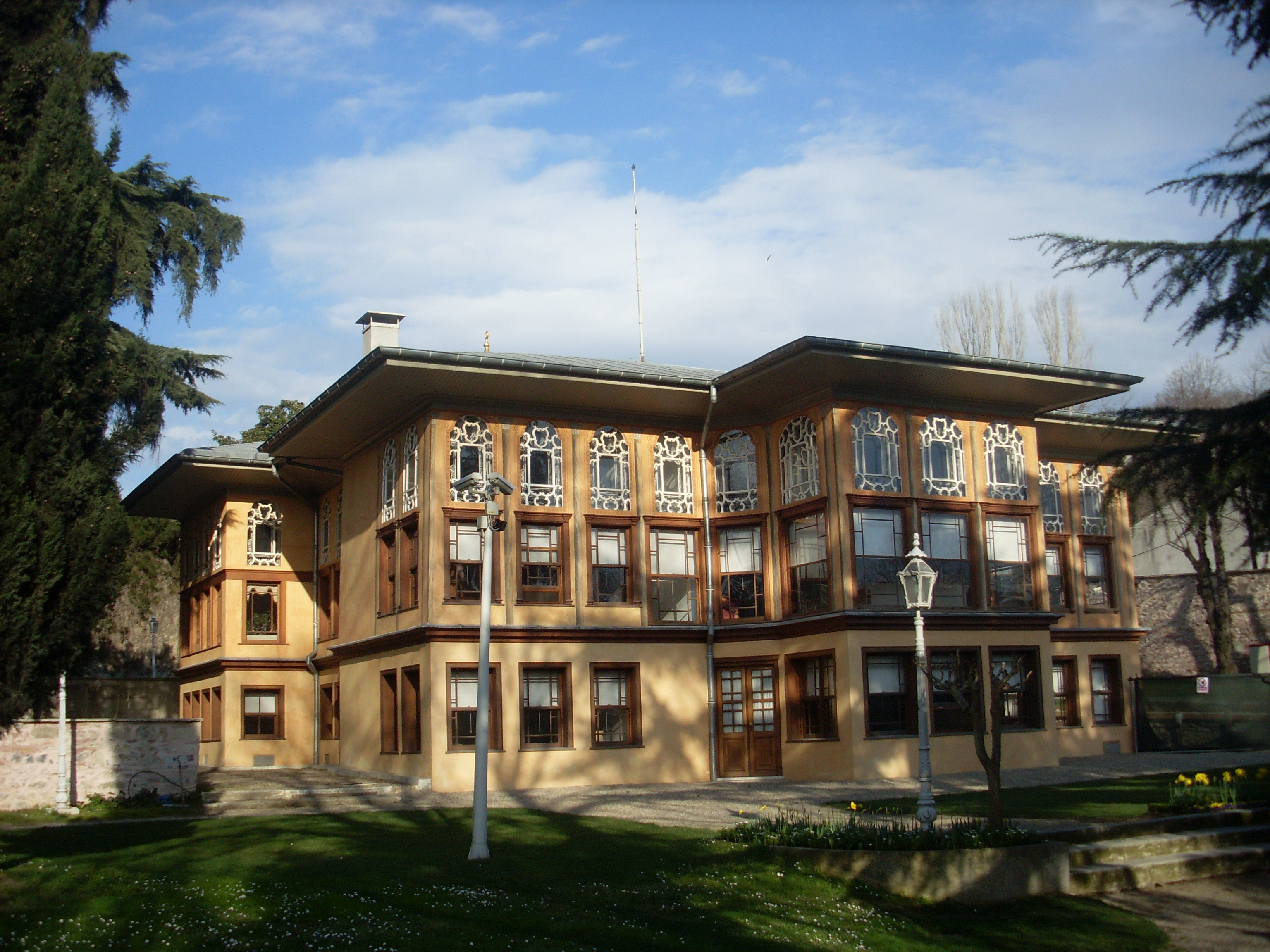
2013
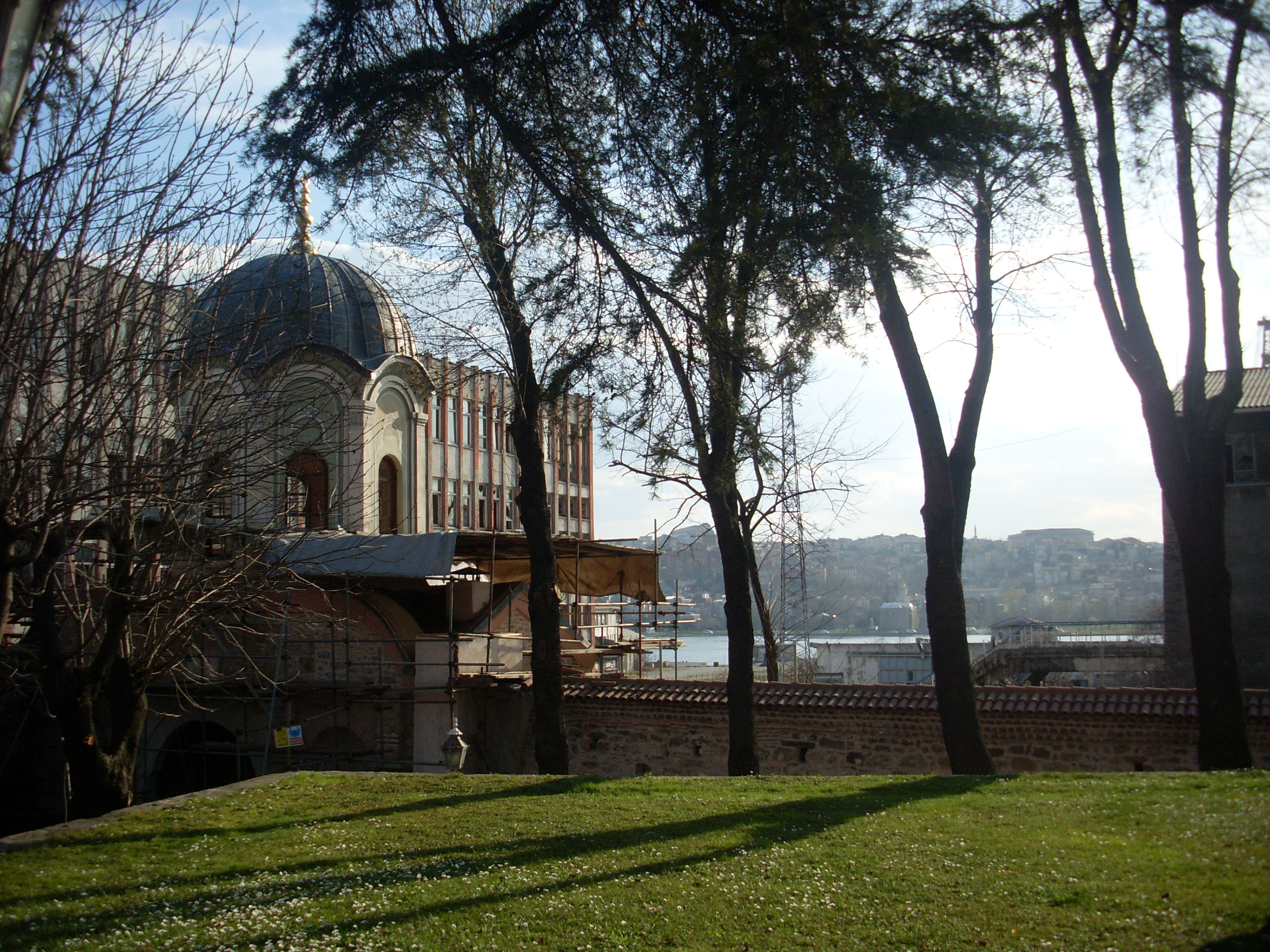
2013
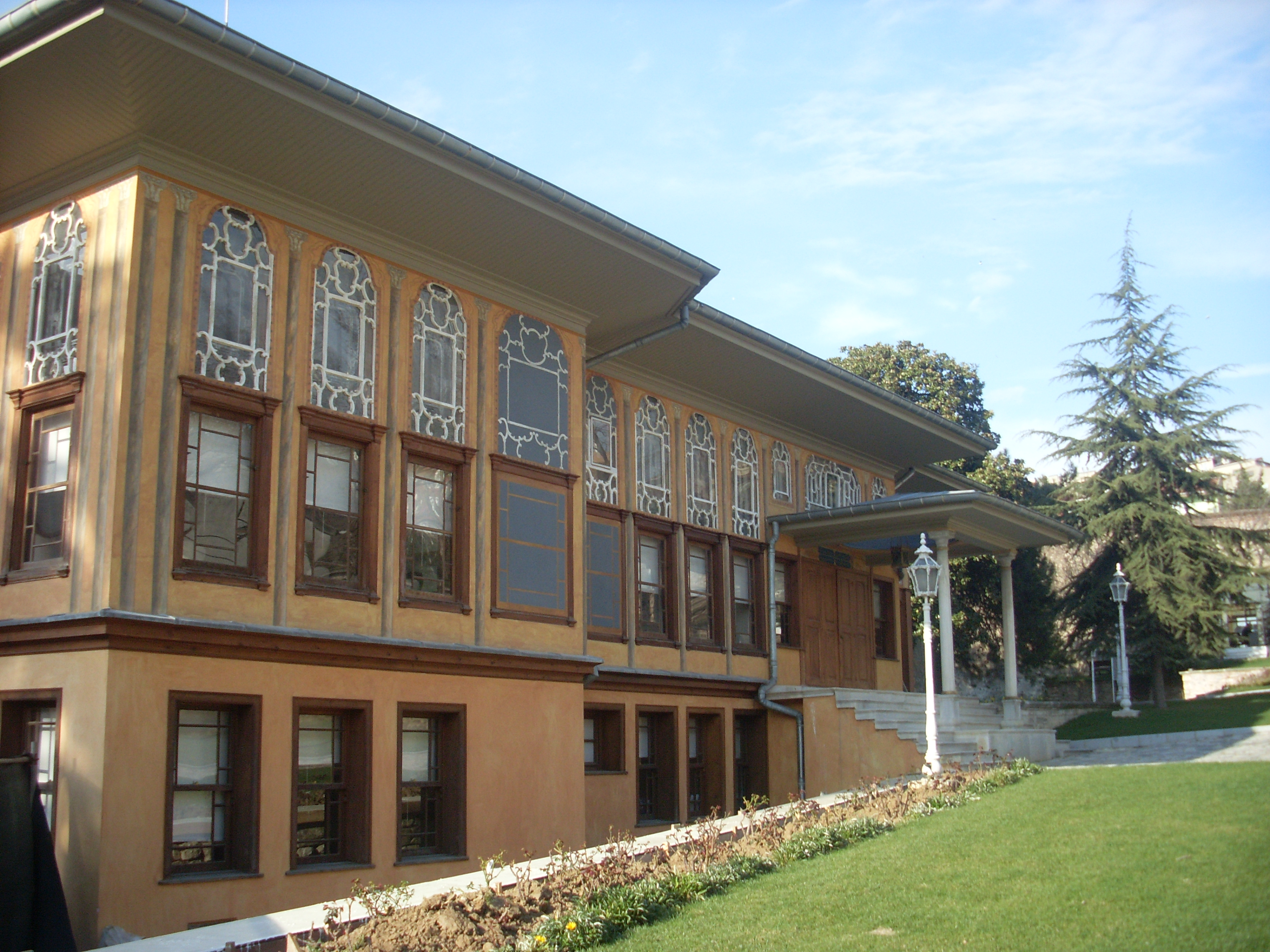
2013
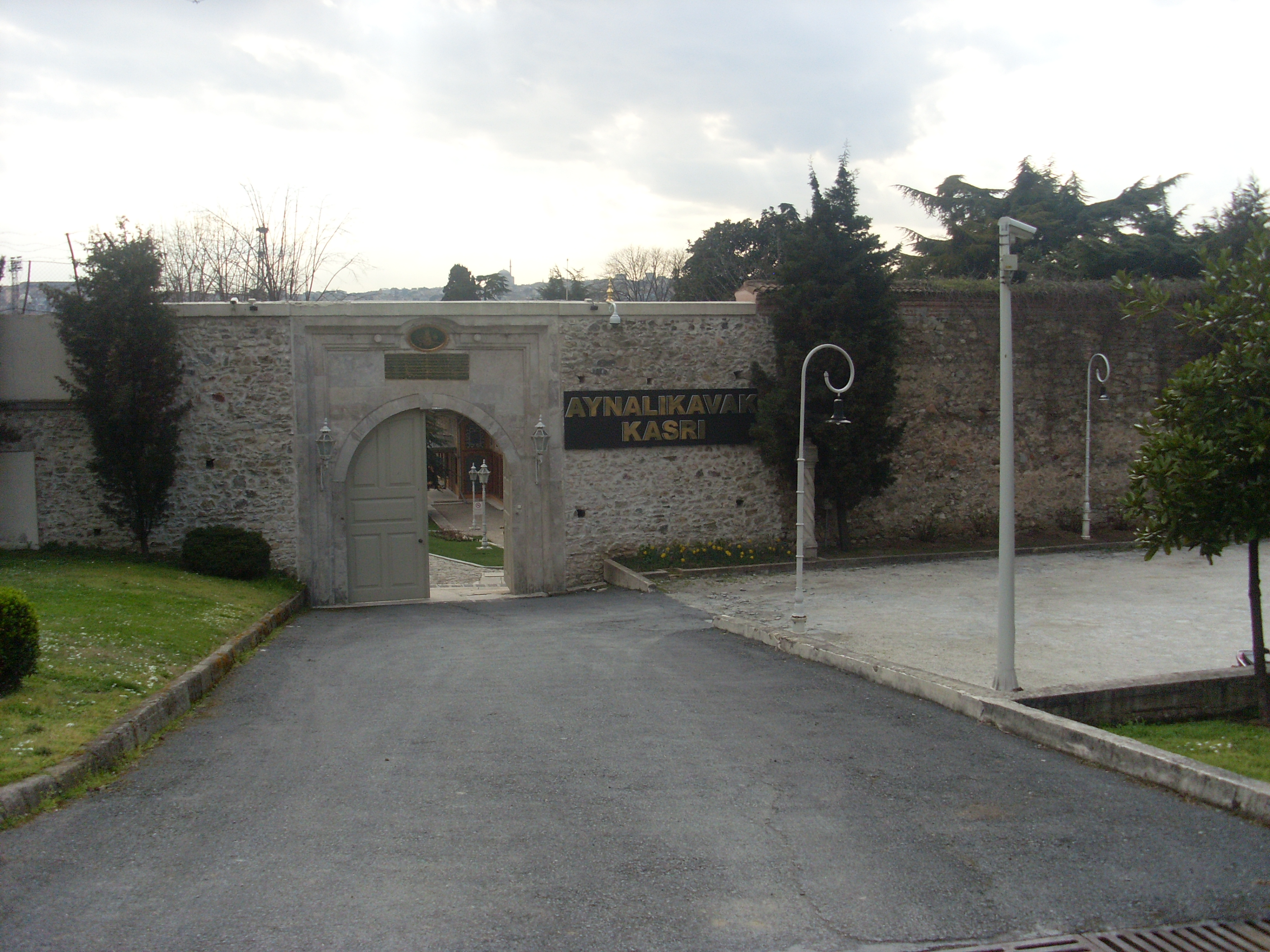
2013
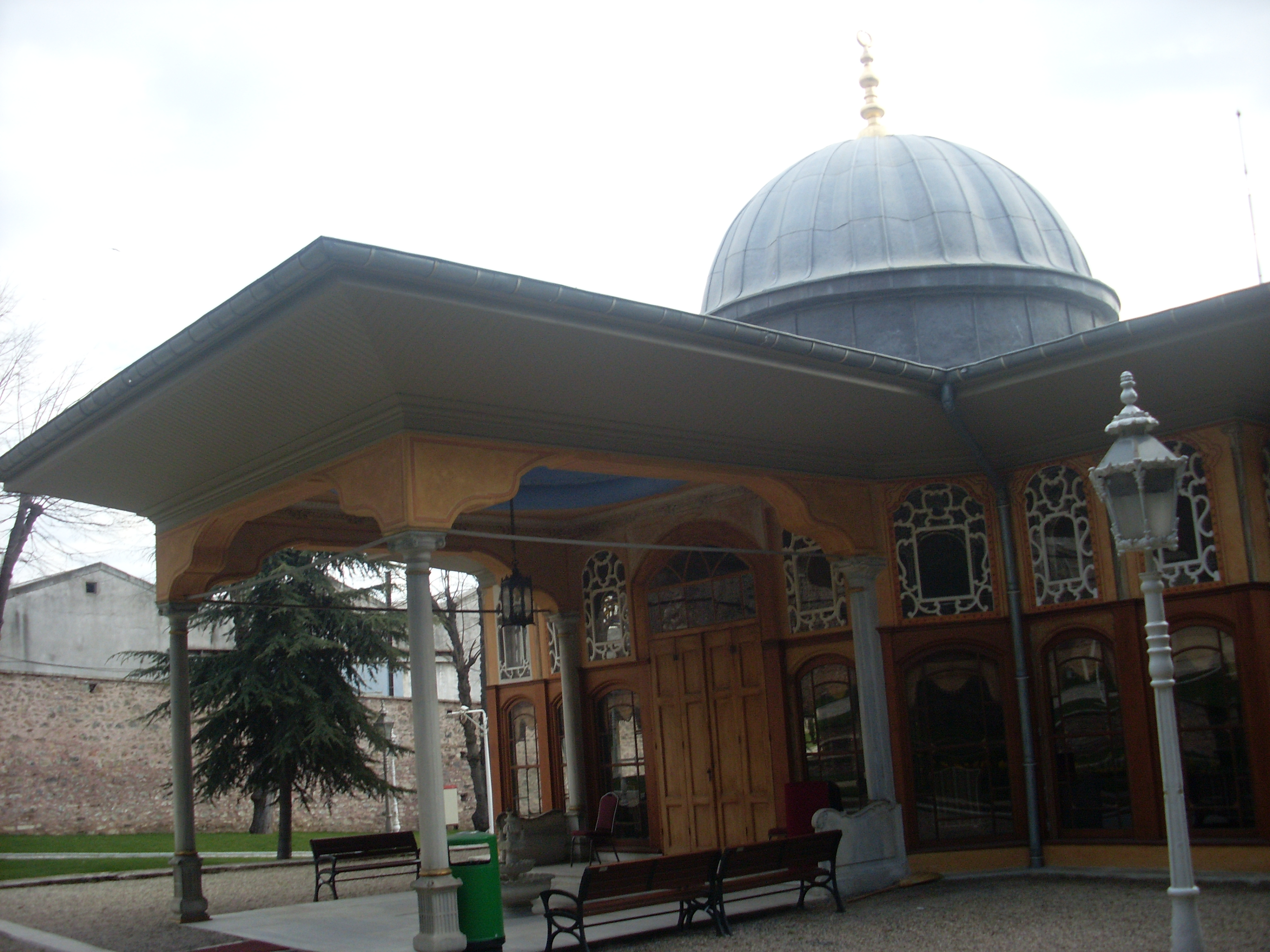
2013